# Kuno Felchner
Kuno Felchner (geboren 29. Dezember 1902 in Szameitkehmen, Landkreis Tilsit, Deutsches Reich; gestorben 5. Januar 1984 in Berlin) war ein deutscher Schriftsteller.

## Leben
Kuno Felchner wuchs in einer Försterfamilie auf. Sein Vater wurde 1910 nach Lötzen versetzt, wo er das Gymnasium besuchte. Felchner begann ein Jurastudium an der Universität Königsberg, dann ein Studium der Theologie, wechselte 1925 zur Germanistik und wurde an der Friedrich-Wilhelms-Universität Berlin mit einer Dissertation über Hermann Sudermann promoviert. Er veröffentlichte 1934 den Roman Der Hof in Masuren. Später lebte er einige Zeit in Memel.
Felchner wurde Schriftleiter und Referent im Werbe- und Beratungsamt im Reichsministerium für Volksaufklärung und Propaganda. Felchner wurde 1943 zur Wehrmacht eingezogen.
Nach dem Krieg war er in West-Berlin Mitgründer der Buchhandlung Der Divan.
Felchner erhielt 1971 den Hermann-Sudermann-Preis und 1977 das Goldene Ehrenzeichen der Landesgruppe Berlin der Landsmannschaft Ostpreußen.

## Werke (Auswahl)
- Der Hof in Masuren : Roman. Cotta Stuttgart, 1934
- Vorklang : eine Erzählung. Cotta Stuttgart, 1944
- Der Begleiter : Gedichte. Cotta Stuttgart, 1944
- Die leuchtende Brücke. Cotta Stuttgart, 1947
- Carmina Domestica: Gedichte. Hrsg. von Joachim Noetzel. Poeschel & Schulz-Schomburgk, 1978